# Saudrune
Die Saudrune (französisch: Ruisseau de la Saudrune) ist ein kleiner Fluss in Frankreich, der im Département Haute-Garonne in der Region Okzitanien verläuft. Sie entspringt im südlichen Gemeindegebiet von Sabonnères, entwässert generell Richtung Ostnordost und mündet nach rund 17 Kilometern im Gemeindegebiet von Saint-Lys als linker Nebenfluss in den Touch. Auf ihrem Weg wird die Saudrune im Mittelabschnitt zu zwei Seen aufgestaut.

## Orte am Fluss
(Reihenfolge in Fließrichtung)
- Pontête, Gemeinde Sabonnères
- Beaufort
- Le Parayre, Gemeinde Sainte-Foy-de-Peyrolières
- Cambernard
- Le Pitou, Gemeinde Saint-Clar-de-Rivière
- Nègoty, Gemeinde Saint-Lys